# Páramopiplärka
Páramopiplärka (Anthus bogotensis) är en fågel i familjen ärlor inom ordningen tättingar.

## Utseende
Páramopiplärkan är en anspråkslöst tecknad beigebrun fågel. Ovansidan har tydliga mörka längsgående streck, medan undersidan är mestadels rent beigefärgad med endast begränsad streckning på övre delen av bröstet och halssidan. Näbb och ben är skäraktiga. I större delen av utbredningsområdet är fågeln den enda piplärkan. I syd kan den förväxlas med stråpiplärkan, men har tydligt renare undersida, framför allt på flankerna.

## Utbredning och systematik
Páramopiplärka förekommer i Anderna från Venezuela till nordvästra Argentina. Den delas in i fyra underarter med följande utbredning:
- Anthus bogotensis meridae – förekommer i Anderna i nordvästra Venezuela (Mérida, Táchira och Trujillo)
- bogotensis-gruppen
  - Anthus bogotensis bogotensis – förekommer i östra Anderna i Colombia och Ecuador
  - Anthus bogotensis immaculatus – förekommer i Anderna från södra Peru (Junín) till norra Bolivia (La Paz och Cochabamba)
  - Anthus bogotensis shiptoni – förekommer i Anderna från södra Bolivia (Cochabamba) till nordvästra Argentina (Tucumán)

## Levnadssätt
Páramopiplärka hittas i höglänta gräsmarker och odlingslandskap på mellan 2500 och 4500 meters höjd. Den ses vanligen enstaka, promenerande på marken eller sittande i toppen på en liten buske eller på en stolpe.

## Status
Arten har ett stort utbredningsområde och beståndet anses stabilt. Internationella naturvårdsunionen IUCN listar den därför som livskraftig (LC).

## Namn
Början av namnet kommer från vegetationstypen Páramo.